# Hawker Siddeley Nimrod R1
Hawker Siddeley Nimrod R1 — самолёт радиотехнической разведки, ранее принадлежавший Королевским ВВС. Самолёт представлял собой модификацию существующего морского патрульного самолёта «Нимрод», в котором все электронное оборудование и вооружение, оптимизированное для противолодочной и противокорабельной борьбы, а также поисково-спасательных операций, заменено оборудованием для сбора средств связи и электронной разведки.

## Технические характеристики

### Общие характеристики
Экипаж: 29 человек
Длина: 118 футов 0 дюймов (35,97 м)
Размах крыльев: 114 футов 10 дюймов (35,00 м)
Высота: 29 футов 9 дюймов (9,07 м)
Профиль крыла: корень: NACA 63A116 мод; Совет: мод NACA 63A112[23]
Силовая установка: 4 турбовентиляторных двигателя Rolls-Royce Spey с тягой 12 160 фунтов силы (54,1 кН) каждый.

### Производительность
Максимальная скорость: 500 узлов (580 миль в час, 930 км/ч)
Крейсерская скорость: 426 узлов (490 миль в час, 789 км/ч)
Диапазон: 4501-5001 миль (5180-5755 миль, 8336-9262 км)
Практический потолок: 44 000 футов (13 000 м)

### Авионика
EKCO E.290 Радар
Карусельная инерциальная навигационная система Delco AN/ASN-119
SRIM 6113 Комплект SIGINT Starwindow